# Spilocryptus
Spilocryptus es un género de avispas (Hymenoptera) de la familia Ichneumonidae. Fue descrito en 1873 por James Thomson.

## Especies
Sus especies son:
- Spilocryptus cimbicivorus
- Spilocryptus exannulatus
- Spilocryptus neodiprionis
- Spilocryptus polychrosidis
- Spilocryptus propodeum[3]